# Сандра Дейвидсън
Сандра Дейвидсън (на английски: Sandra Davidson) е американска писателка на произведения в жанра исторически и паранормален любовен роман и трилър.

## Биография и творчество
Сандра Ан Дейвидсън Скот е родена на 11 ноември 1946 г. в Мисури, САЩ.
Учи журналистика и право в Училището по журналистика в Мисури. Получава диплома по право от Университета на Мисури в Колумбия и докторска степен по философия от Университета на Кънектикът – Строс. Работи като адвокат, представител е на „Columbia Missourian“, и е асоцииран професор в Школата по журналистика на Университета на Мисури.
Започва да пише през 1980 г. заедно с Дейвид Джеймисън. Първият ѝ самостоятелен роман „Принцеса в изгнание“ е публикуван през 1992 г. В периода 1992-1999 г. пише още няколко любовни романа, а през 2010 г. и първия си трилър.
Сандра Дейвидсън живее със семейството си в Харисбърг, Мисури.

## Произведения

### Самостоятелни романи
- The love of the circus (1980) – с Дейвид Джеймисън
- Принцеса в изгнание, Rosefire (1992)
- A Love for All Time (1993)
- Thorn of the Rose (1994)
- One Shining Moment (1995)
- The Heart Remembers (1995)
- The Enchanting (1997)
- Borrowed Trouble (2010)

### Сборници
- „Beyond the Call“ в Timeless Spring (1999) – с Лиза Плъмли и Синтия Томасон
- „Winter's Bride“ в Timeless Winter (1999) – с Катрин Хокет и Лиза Плъмли

### Документалистика
- Bleep! Censoring Rock and Rap Music (1999) – с Бети Хочин Уинфилд